# Schinetea
Schinetea – wieś w Rumunii, w okręgu Vaslui, w gminie Dumești. W 2011 roku liczyła 75 mieszkańców.